# Серединный многоугольник

Серединный треугольник

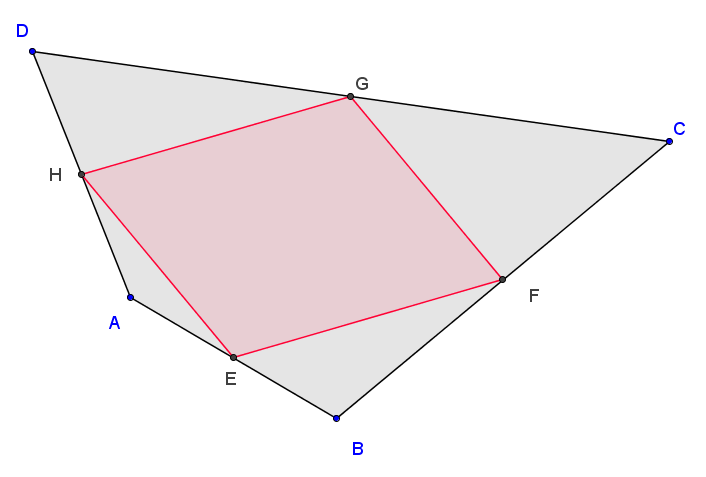
Вариньонов параллелограмм

Серединный многоугольник (многоугольник Казнера) — многоугольник, вершинами которого являются середины рёбер исходного многоугольника.
Серединный треугольник обладает тем же центроидом и теми же медианами, что и исходный треугольник. Периметр серединного треугольника равен полупериметру исходного треугольника, а площадь равна четверти площади исходного треугольника (показывается с помощью формулы Герона). Ортоцентр серединного треугольника совпадает с центром описанной окружности исходного треугольника.
В силу теоремы Вариньона серединный четырёхугольник всегда является параллелограммом, который называется вариньоновым. Если четырёхугольник является простым, то площадь параллелограмма равна половине площади исходного четырёхугольника. Периметр параллелограмма равен сумме диагоналей исходного четырёхугольника.